# 东白眉长臂猿
东白眉长臂猿（学名：Hoolock leuconedys）一种分布于印度东部、缅甸以及中国云南省西部的灵长类动物，原与西白眉长臂猿归属为一种，统称“白眉长臂猿”。现属于中国国家一级保护野生动物。

## 形态特征
东白眉长臂猿与西白眉长臂猿大体相似，主要区别是左右两条眼眉间距较宽，体毛较长，为70-100毫米，雄性阴毛白色。雌性眼睛及嘴部周边白毛形成环状，比较明显。